# Aniulus adelphus
Aniulus adelphus är en mångfotingart som beskrevs av Chamberlin 1940. Aniulus adelphus ingår i släktet Aniulus och familjen Parajulidae. Inga underarter finns listade i Catalogue of Life.